# 44 Pułk Piechoty (Imperium Rosyjskie)
44 Kamczacki pułk piechoty (ros. 40-й пехотный Камчатский полк) – pułk piechoty okresu Imperium Rosyjskiego, sformowany 16 sierpnia 1806, rozformowany w marcu 1918.
Pułk wziął udział w działaniach zbrojnych epoki napoleońskiej, w wojnach z Turcją, a także w działaniach zbrojnych okresu I wojny światowej. Pułk był odznaczony Krzyżem św. Jerzego za odwagę i męstwo w wojnach 1812, 1813 i 1814 r. oraz za walki o Sewastopol w 1854 i 1855 r.

## Organizacja pułku
44 Kamczacki pułk piechoty sformowano z jednej kompanii grenadierów i trzech kompanii muszkieterów Jekatierinskiego pułku muszkieterów w składzie trzech batalionów. Od 22.02.1811 pułk przyjął nazwę Kamczacki. W 1811 przy pułku sformowano Kamczacki batalion rezerwowy (batalion rekrucki). W 1813  Kamczacki batalion rezerwowy przeszedł do formowanego pułku piechoty w Benderach. 28.01.1833 do Kamczackiego pułku włączono 1 i 3 batalion Jegrów i 2 batalion Neszeburskiego pułku piechoty. Wtedy też przyjął nazwę Kamczackiego pułku jegrów. Składał się z 6 batalionów, cztery rozwinięte i dwa rezerwowe). 14.07.1841 r. jedną kompanię z pułku wydzielono do formowania 4 batalionu rezerwowego Kabardyńskiego pułku piechoty. W marcu 1854 w pułku sformowano 7 i 8 bataliony piechoty. 14.04.1856 przyjął nazwę Kamczacki pułk piechoty. 23.08.1856 4 batalion pułku przemianowano na batalion rezerwowy, 5-8 bataliony rozformowano. Część stanów osobowych rozformowywanych batalionów uzupełniły stany osobowe pozostałych batalionów, część została skierowana na bezterminowe urlopy. 6.04.1863 4 batalion i stany osobowe 5 i 6 batalionów ściągnięto z urlopów i skierowano na formowanie Kaszyrskiego pułku piechoty. 25.04.1864 pułk przyjął nazwę 44 Kamczacki pułk piechoty. 6.12.1877 pułk przyjął patronat i nazwę gen. adiutanta hrabiego Alberta 2-go. 7.04.1879 pułk przeformowano na organizacje cztero batalionową. 3.12.1888 pułk wrócił do nazwy 44 Kamczacki pułk piechoty.

## Działania bojowe
Pułk walczył w wojnie rosyjsko-tureckiej 1806-12 (w 1810 walczył pod Ruszczukiem, w l. 1813 –1815 brał udział w wojnach z Napoleonem, uczestniczył w wyprawie wojsk rosyjskich na zachód Europy (w 1813 walczył pod Lipskiem, w 1814 w składzie Armii Śląskiej walczył w bitwach we Francji. W wojnie rosyjsko-tureckiej 1828-29 walczył w 1828 w bitwie pod Silistrą, we wrześniu 1828 blokował Szumlę, w 1829 wziął udział w szturmie twierdz Sozopol, Adrianopol i walczył pod Sliwen. W  wojnie krymskiej 1853-55 uczestniczył w okrążeniu Silistry. We wrześniu 1854 skierowany do Sewastopola, gdzie bronił twierdzy i ochraniał drogi do Bahczysaraju. W obronie Sewastopola od grudnia 1854 do sierpnia 1855 stracił 2830 żołnierzy i oficerów. W wojnie rosyjsko-tureckiej 1877-78, w kwietniu 1877 pułk zajął obronę pod Oltenicą, potem wszedł w skład awangardy Oddziału Osman-Bazarskiego. W latach 1914 – 1918 walczył w I wojnie światowej.  

## Przyporządkowanie 1 stycznia 1914
- 11 Korpus Armijny – Łuck
  - 11 Dywizja Piechoty – Łuck
    - 2 Brygada Piechoty – Łuck
      - 44 Kamczacki pułk piechoty – Łuck[4]

## Dowódcy pułku
od 2.10.1910 - 1.04.1914 – gen. Władimir Zinowiewicz Maj-Majewskij.